# ヘクター・ピーターソン博物館
座標: 南緯26度14分5.43秒 東経27度54分31.04秒 / 南緯26.2348417度 東経27.9086222度

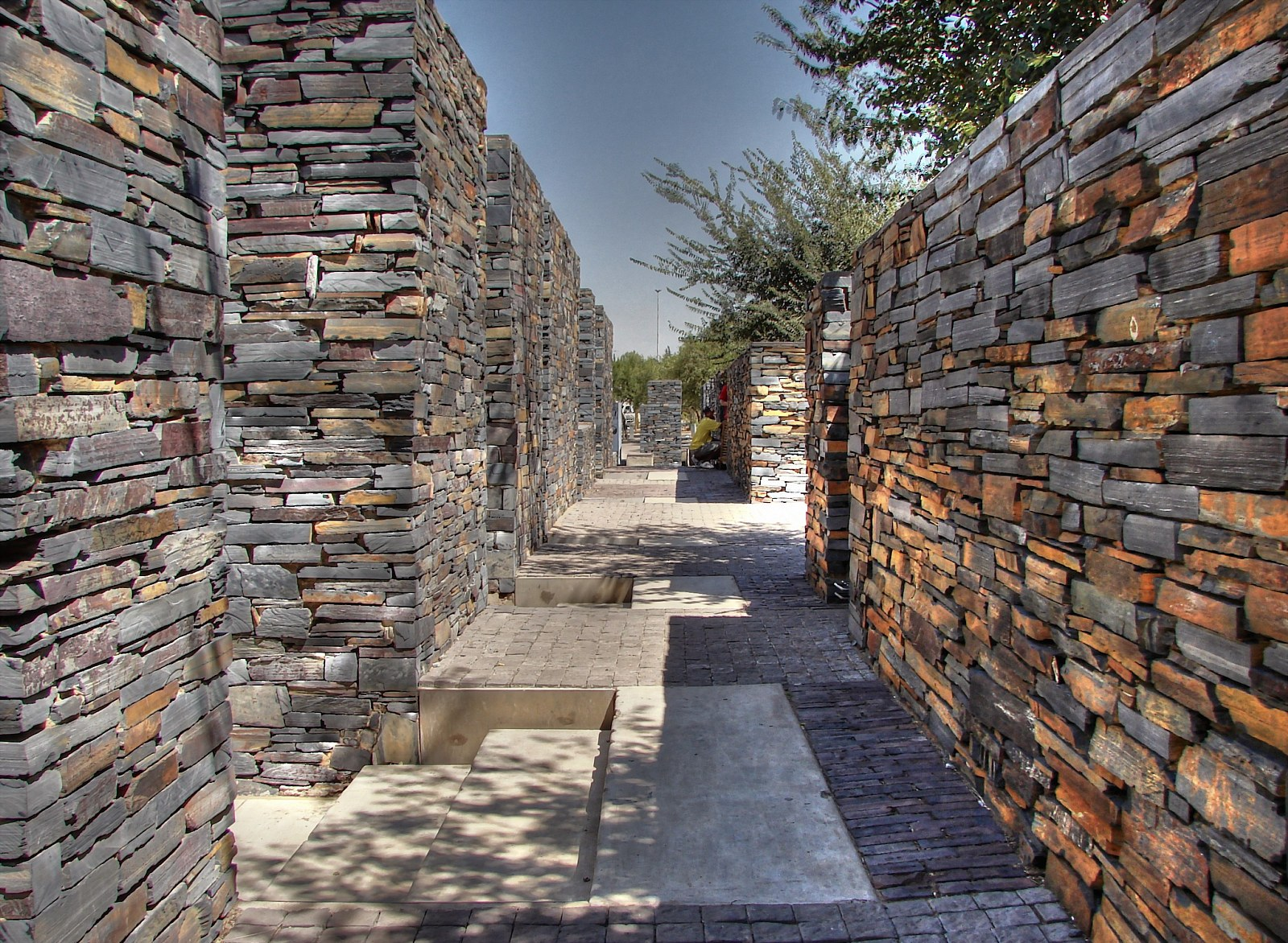
ヘクター・ピーターソン博物館

ヘクター・ピーターソン博物館（ヘクター・ピーターソンはくぶつかん、英語: Hector Pieterson Museum）は、南アフリカ共和国ハウテン州ヨハネスブルグ市都市圏ソウェトにある博物館。

## 概要
アパルトヘイト体制下で発生したソウェト蜂起（1976年）で警官によって13歳の若さで射殺された、ヘクター・ピーターソンを称えるために記念された。ソウェトで建設された初めての博物館でもあった。

## 交通
- ヨハネスブルグパーク駅（中央駅）よりメトロレールでPfefeni駅下車。所要約30-40分、運賃3.5ランド。駅から博物館までは徒歩5分。

- さらに5分ほど歩いたところにネルソン・マンデラが一時期住んでいた住居(en:Mandela House)があり、博物館として有料で公開されている。